# Court of Common Pleas (Vereinigte Staaten)
Ein Court of Common Pleas ist in den Rechtswissenschaften der USA ein Begriff, der ein Gericht mit bestimmten Zuständigkeiten bezeichnet. Er stammt vom Court of Common Pleas im englischen Rechtssystem ab und wurde von den Kolonisten zusammen mit der restlichen englischen Common-Law-Tradition in die Vereinigten Staaten eingebracht.
Im Rechtssystem der USA gibt es mindestens vier Staaten, die heute noch Courts of Common Pleas haben:
- Delaware: Ein staatsweiter Gerichtshof mit begrenzter Gerichtsbarkeit, der in allen drei Countys anwesend ist, minder schwere Kriminalfälle; vorangehende Anhörungen für Kriminalfälle mit Kapitalverbrechen; und Zivilfälle mit Streitwerten bis zu 50.000 US-Dollar verhandelt und vom Gouverneur für zwölfjährige Perioden ernannt wird.
- Ohio: Der Gerichtshof für allgemeine Kriminal- und Zivilrechtsprechung, den es in jedem County in Ohio gibt. Richter werden im Allgemeinen gewählt.
- Pennsylvania: Der Gerichtshof für Kriminal- und Zivilrechtsprechung, den es in allen Countys von Pennsylvania gibt und der nach Gerichtsbezirken organisiert ist. Die meisten Gerichtsbezirke sind identisch mit dem County, in dem sich der Gerichtsbezirk befindet, aber einige Countys mit geringerer Einwohnerzahl teilen sich einen Gerichtsbezirk (und also ein Gericht) mit einem oder mehreren anderen angrenzenden Countys. Richter werden im Allgemeinen gewählt.
- South Carolina: das Gericht der ersten Instanz für Zivilrechtsprechung, den es in jedem County in South Carolina gibt.